# Dorothea von Braunschweig-Wolfenbüttel
Dorothea von Braunschweig-Wolfenbüttel (* 8. Juli 1596 in Wolfenbüttel; † 1. September 1643 in Halle (Saale)) war eine Prinzessin von Braunschweig-Wolfenbüttel und durch Heirat Markgräfin von Brandenburg.

## Leben
Dorothea war eine Tochter des Herzogs Heinrich Julius von Braunschweig-Wolfenbüttel (1564–1613) aus dessen zweiter Ehe mit Elisabeth (1573–1626), ältester Tochter des Königs Friedrich II. von Dänemark. Ein Bruder Hedwigs war Christian, „der tolle Halberstädter“.
Dorothea heiratete am 1. Januar 1615 in Wolfenbüttel Markgraf Christian Wilhelm von Brandenburg (1587–1665), Erzbischof von Magdeburg, der dieses Amt durch seine Eheschließung verlor und sich nur noch Administrator nennen durfte. Im Jahr 1632 konvertierte Dorotheas Ehemann zum Katholizismus und beeinflusste auch seine Tochter diesen Glauben anzunehmen. Dorothea, die befürchtete, dass diese Einflussnahme zunehmen und eskalieren könnte, verbrachte ihre Tochter zu ihrer Tante Hedwig an den sächsischen Hof nach Freiberg, wo sie weiter erzogen wurde. In den Wirren des Dreißigjährigen Krieges war Dorothea zeitweise in das Kloster Zinna geflüchtet, wo sie sich das Exil mit der schwedischen Königinmutter Maria Eleonora teilte.
Dorothea starb in Halle, der Residenz ihres Mannes als Administrator von Magdeburg und wurde in der Brüderkirche von Altenburg beigesetzt.

## Nachkommen
Aus ihrer Ehe hatte Dorothea eine Tochter:
- Sophie Elisabeth (1616–1650)

⚭ 1638 Herzog Friedrich Wilhelm II. von Sachsen-Altenburg (1603–1669)